# Albeiro Usuriaga
Albeiro Usuriaga López (* 13. Juni 1966 in Cali; † 11. Februar 2004 ebenda) war ein kolumbianischer Fußballspieler. Bei einer Vielzahl von Vereinen aktiv, gewann er mit Atlético Nacional die Copa Libertadores 1989 und wurde mit Independiente Avellaneda argentinischer Meister. Für die Nationalmannschaft seines Heimatlandes machte er weiterhin fünfzehn Länderspiele und schoss dabei ein Tor.

## Karriere

### Vereinskarriere
Albeiro Usuriaga begann seine fußballerische Laufbahn im Jahre 1986 in seiner Heimatstadt bei América de Cali. América war damals so etwas wie das Aushängeschild des kolumbianischen Fußballs und stand von 1985 bis 1987 dreimal in Folge im Endspiel um die Copa Libertadores, den wichtigsten Fußballwettbewerb für Vereinsmannschaften in Südamerika, unterlag aber jeweils. Usuriaga debütierte 1986 bei América de Cali, bestritt für den Klub aber nur sieben Ligaspiele, ehe er zu Deportes Tolima transferiert wurde. Auch dort spielte er nur ein Jahr und kam in dieser Zeit auf dreizehn Einsätze. Danach schloss er sich Cúcuta Deportivo an, wo er ein weiteres Jahr blieb. Bei Cúcuta Deportivo konnte sich Albeiro Usuriaga mit insgesamt 25 Ligaeinsätzen und vier Toren in der Saison 1988 auch bei größeren Vereinen empfehlen, sodass ihn für die Spielzeit 1989 Atlético Nacional aus Medellín unter Vertrag nahm. Dort erlebte der Angreifer seine wohl erfolgreichste Saison als Fußballspieler, denn die Mannschaft von Trainer Francisco Maturana zeigte sich international enorm erfolgreich. In der Copa Libertadores 1989 schaltete man nacheinander den Racing Club aus Argentinien, CD Los Millonarios sowie Danubio FC aus Uruguay aus und stand schließlich im Endspiel, wo man auf den paraguayischen Vertreter Club Olimpia traf. Nachdem das Hinspiel in Asunción mit 0:2 verloren ging, schienen die Chancen auf den ersten Copa-Libertadores-Erfolg einer kolumbianischen Mannschaft schon gesunken sein, doch das Team um Spieler wie René Higuita, Andrés Escobar oder Luis Carlos Perea konnte den Rückstand egalisieren und sich im anschließenden Elfmeterschießen durchsetzen. Albeiro Usuriaga wurde in beiden Finalspielen eingesetzt, erzielte im Rückspiel den wichtigen Treffer zum 2:0 in der 46. Spielminute und versenkte auch seinen Strafstoß im Elfmeterschießen.
Nach einem Jahr bei Atlético Nacional verließ Albeiro Usuriaga den Klub wieder uns setzte seine Odyssee durch den südamerikanischen Fußball fort, wenngleich es ihn erst einmal für ein halbes Jahr nach Spanien zum FC Málaga zog, wo er sich jedoch nicht so richtig durchsetzen konnte. Für drei Jahre schloss er sich dann wieder seinem Heimatverein América de Cali an, wo in den Jahren 1990 und 1992 der Gewinn der kolumbianischen Fußballmeisterschaft gelang. 1993 spielte er wieder kurz für den FC Málaga, aber nur in der zweiten Mannschaft, und ging in der Folge für eineinhalb Jahre zu CA Independiente nach Argentinien, wo er es auf 38 Ligaeinsätze brachte und mit dem Verein 1994 die argentinische Meisterschaft im Torneo Clausura gewann. Im gleichen Jahr zeigte man sich auch in der Supercopa Sudamericana und ein Jahr später in Recopa Sudamericana siegreich.
Von 1995 bis 2003 spielte Albeiro Usuriaga dann noch für elf weitere Vereine, wobei unter anderem Stationen bei CA Independiente und bei Los Millonarios in Bogotá sowie beim brasilianischen Klub FC Santos dabei waren. In der Vorrunde der Saison 1995/96 spielte Usuriaga für den Club Necaxa, der am Ende der Saison seinen Meistertitel aus der Vorsaison erfolgreich verteidigen konnte. 1997 wurde er bei einer Dopingkontrolle positiv auf Kokain getestet und für zwei Jahre gesperrt. 2003 beendete Usuriaga als Spieler des Carabobo FC in Venezuela im Alter von 37 Jahren seine fußballerische Laufbahn.

### Nationalmannschaft
Zwischen 1989 und 1991 brachte es Albeiro Usuriaga auf insgesamt fünfzehn Länderspiele in der kolumbianischen Fußballnationalmannschaft. Dabei gelang ihm ein Torerfolg. Er stand im ersten, großen Aufgebot Kolumbien für die Fußball-Weltmeisterschaft 1990 in Italien, wurde aber später von Nationaltrainer Maturana wegen disziplinarischen Problemen aus dem Weltmeisterschaftskader entfernt.

## Erfolge
- Copa Libertadores: 1×

1989 mit Atlético Nacional
- Supercopa Sudamericana: 2×

1994 und 1995 mit CA Independiente
- Recopa Sudamericana: 1×

1995 mit CA Independiente
- Kolumbianische Meisterschaft: 3×

1986, 1990 und 1992 mit América de Cali
- Argentinische Meisterschaft: 1×

Clausura 1994 mit CA Independiente

## Tod
Albeiro Usuriaga wurde am 11. Februar 2004 in seiner Heimatstadt Cali nach dem Besuch eines Nachtclubs von Unbekannten niedergeschossen und starb wenig später an seinen Verletzungen. Die Hintergründe der Tat sind bis heute nicht vollständig geklärt.